# アストリアスギター製造
アストリアスギター製造株式会社（アストリアスギターせいぞう、英: ASTURIAS GUITAR MANUFACTURING LTD）は、福岡県久留米市にあるギターやウクレレを製造する楽器メーカーである。1962年創業。前身は「名工ギター(MEIKO)」。
公式サイトでは「アストリアス」、「ASTURIAS」、「アストリアスギター」、「アストリアスワークショップ」のみの表記となっており「アストリアスギター製造」の表現は用いられない。

## 概要
クラシックギター、フォークギター、ウクレレなどの弦楽器を、全て久留米市の工房で15名の職人によりハンドメイドで製造している。かつてはマンドリンも製造していた。ロッコーマン株式会社が発売元となっている。
ギター製作者の辻渡（つじ わたる）が製造主任として在籍していることが知られ、彼の名を冠したクラシックギターも発売されている。
同社のギターやウクレレを使用するミュージシャンとしては、ばんばひろふみ、海援隊などがいる。

## 特徴
- 湿度の高い九州での生産を行うことから[5]、創業時の3年間ははトラブルによる返品が多かったという。現在は工程の工夫により問題を解消している。
- シーズニングによる木材の安定化として、５年以上の自然乾燥ののち、温度と湿度の管理された部屋で数か月かけて乾燥させている。
- 2003年、テレビ西日本の番組、ももち報道K宣言!でアストリアスが紹介された際、九州芸術工科大学（現在の九州大学芸術工学部）の音響設計学科教授・吉川茂が実験に協力したところ、他社製のギターと比較して単音で鳴らした際の低周波域と高周波域のバランスがよく、表板（トップ）を振動させた場合の音の減衰が素直なカーブを描くとの実験結果となった。吉川は、ブレーシングの設計によるものか、板の管理方法によるものではないかと考察している[6]。

## 沿革
- 1962年 - 福岡県城島町（2005年、久留米市に合併）に、名工ギターの名で設立。
- 1975年 - 現在工場のある久留米市内に移転。
- 1981年 - 現在の社名に変更。
- 1990年 - フォークギターの製造を開始。
- 1994年 - ウクレレの製造を開始。